# 吉島村
吉島村（よしじまむら）は山形県東置賜郡にあった村。現在の川西町の東端、最上川・鬼面川左岸にあたる。

## 地理
- 河川：最上川、鬼面川

## 歴史
- 1889年（明治22年）4月1日 - 町村制の施行により、洲島村、下平柳村、尾長島村、吉田村の区域をもって発足。
- 1955年（昭和30年）2月1日 - 川西町に編入。同日吉島村廃止。